# Ammeldingen bei Neuerburg
Ammeldingen bei Neuerburg település Németországban, Rajna-vidék-Pfalz tartományban. Lakosainak száma 244 fő (2023. december 31.).

## Népesség
A település népességének változása:
| Lakosok száma | 216  | 266  | 250  | 262  | 250  | 251  | 244  |
|               | 1975 | 2014 | 2017 | 2019 | 2021 | 2022 | 2023 |